# The Wheel of the Law
The Wheel of the Law er en amerikansk stumfilm fra 1916 af George D. Baker.

## Medvirkende
- Emily Stevens som Mona Mainard.
- Frank Mills som John Norton.
- Raymond McKee som Tommy Mainard.
- Edwin Holt som Bill Ryan.
- Roma Raymond som Pearl Le Claire.